# Crematogaster bruchi
Crematogaster bruchi är en myrart som beskrevs av Auguste-Henri Forel 1912. Crematogaster bruchi ingår i släktet Crematogaster och familjen myror. Inga underarter finns listade i Catalogue of Life.

## Bildgalleri

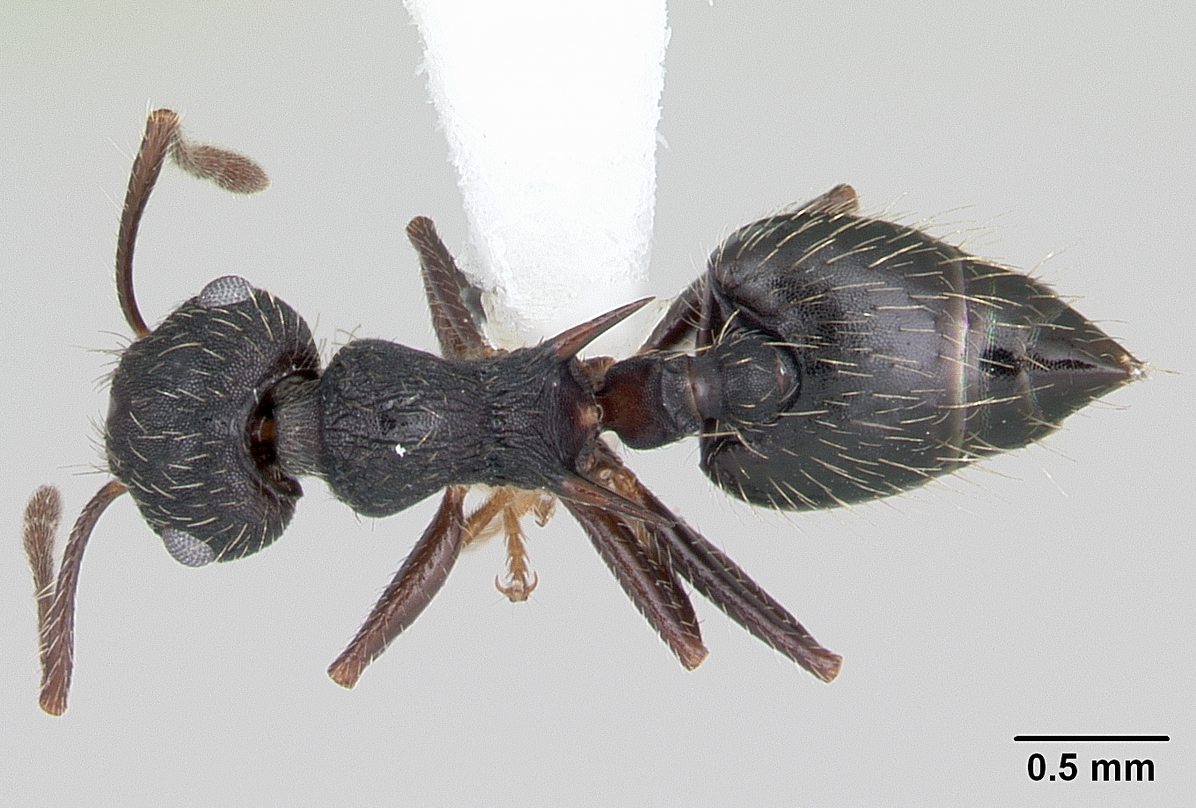
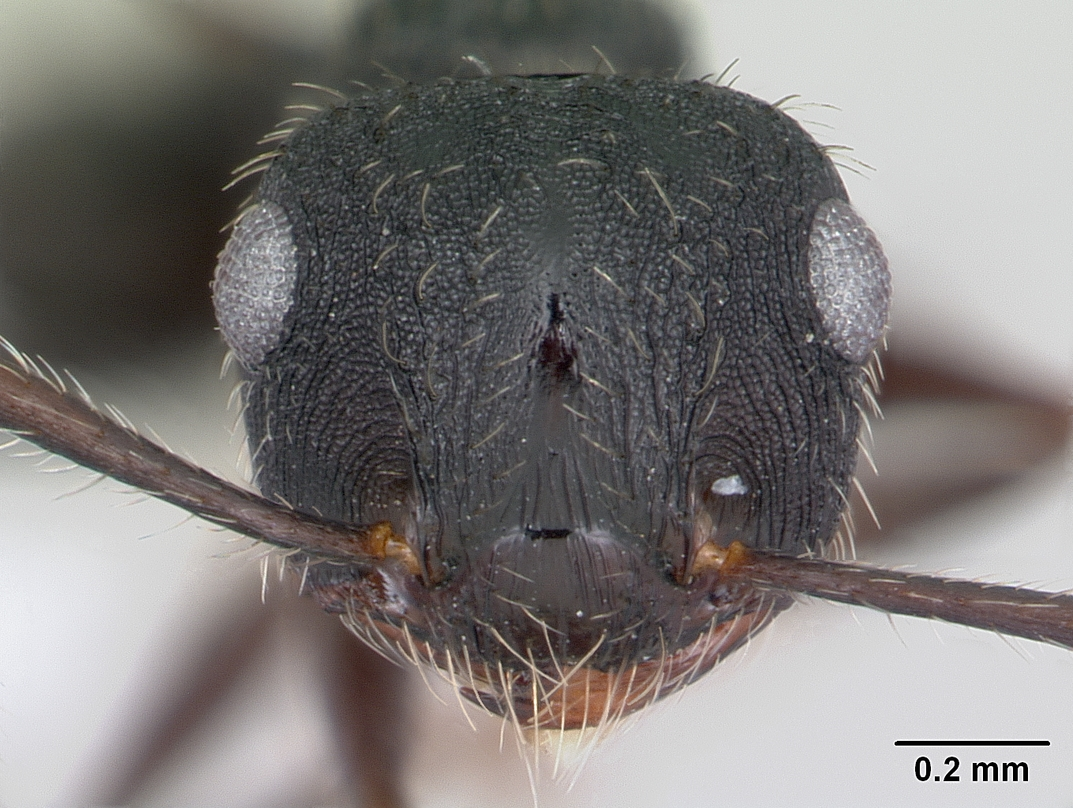
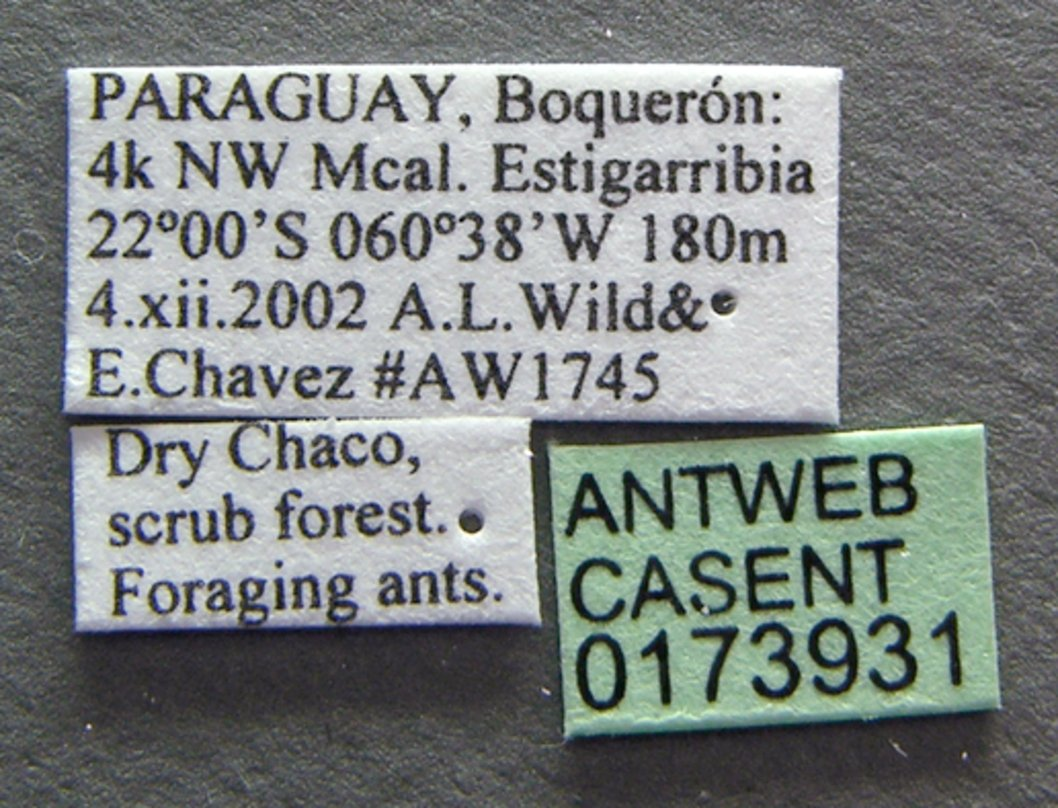
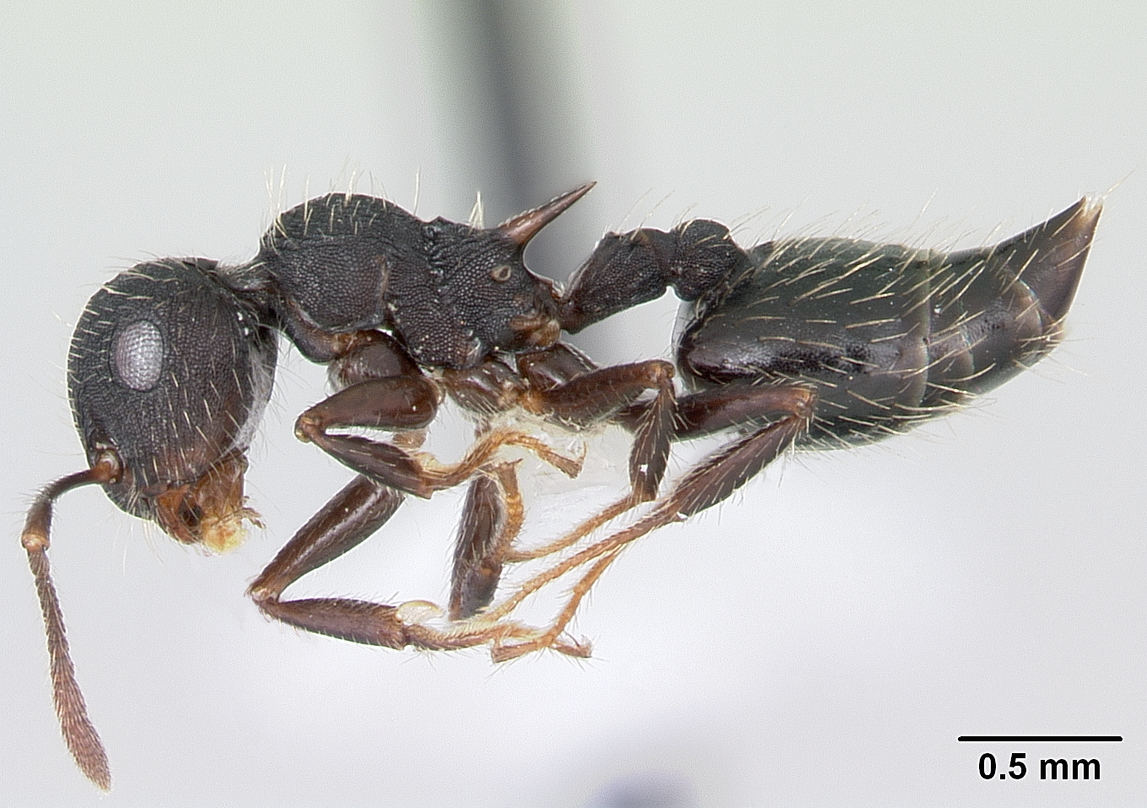